# Ортостатична проба
Ортостатична проба (проба Вальдфогеля) - функціональна проба, яка основана на тому, що тонус симпатичного відділу вегетативної нервової системи і відповідно частота серцевих скорочень збільшуються при переході з горизонтального положення (кліностатика) у вертикальне (ортостатика).

## Процедура проведення проби
Після перебування в положенні лежачи протягом не менше ніж 3-5 хв. у досліджуваного підраховують частоту пульсу за 15 сек. і результат помножують на 4. Тим самим визначають вихідну частоту серцевих скорочень за 1 хв. Після чого досліджуваний повільно (за 2-3 сек.) встає. Відразу після переходу у вертикальне положення, а потім через 3 хв. стояння (тобто коли показник ЧСС стабілізується) у нього знов визначають частоту серцевих скорочень (за даними пульсу за 15 сек., помноженими на 4). 
Нормальною реакцією на пробу є збільшення ЧСС на 10-16 ударів за 1 хв. відразу після підйому. Після стабілізації цього показника через 3 хв. стояння ЧСС дещо зменшується, але на 6-10 ударів за 1 хв. вища ніж у горизонтальному положенні. Сильніша реакція свідчить про підвищену реактивність симпатичної частини вегетативної нервової системи, що притаманне недостатньо тренованим особам. Слабша реакція спостерігається у разі зниженої реактивності симпатичної частини і підвищеного тонусу парасимпатичної  частини вегетативної нервової системи. Слабша реакція, як правило, супроводжує розвиток стану тренованості.

## Історія досліджень
B.F.Robinson ще в 1732 році спостерігав ортостатичне підвищення частоти серцевих скорочень і пов'язував приріст  пульсу з напруженням скелетної мускулатури. 
Згодом L.E. Graves у (1831), обертаючи людей на дошці, також відмітив зміну ЧСС і пояснив це дією сили тяжіння.
Ортостатичну пробу на тваринах вивчали A.Salathe (1877), В.В.Пашутин (1881); у людей -  Martinet (1916) та інші.